# Алексея (озеро)
Алексея — озеро в Таймырском Долгано-Ненецком районе Красноярского края России. Принадлежит бассейну Хатанги.
Состоит из трёх частей, соединённых узкими протоками.
С севера в озеро впадает ручей, собирающий сток из 6 небольших озёр. Из южной части берёт начало река Алексея, приток Хеты.
Берега озера покрыты участками хвойного леса. Западнее находится более крупное озеро — Урдах, восточнее — более малое безымянное озеро. Северо-восточнее расположено крупное озеро Уолба, принадлежащее бассейну притока реки Алексея — реке Эпиллегес.